# Farida Momand
Farida Momand, Momand Dara, (Provincia de Nangarjar, Afganistán, el 14 de enero de 1965) es una médica y política afgana que trabajó como Ministra de Educación Superior.

## Biografía
Momand  es de ascendencia pastún. Estudió en la Escuela Secundaria Rabia Balkhi y recibió una licenciatura en Medicina de la Universidad de Kabul.

## Trayectoria profesional

### Como médica
Momand ha trabajado en varios hospitales públicos y fue profesora en la Universidad de Medicina de Kabul. Su esposo era un portavoz de la Alianza del Norte,que buscaba mantener a los talibanes fuera del poder. En 1996, cuando los talibanes tomaron Kabul la familia recibió amenazas de muerte y huyó a Pakistán. Regresaron en noviembre de 2001 cuando Kabul fue liberada. Momand volvió a la escuela de medicina donde fue nombrada decana y elegida para representar a estudiantes universitarias y empleadas.

### Como política
Momand fue una de los más de 400 candidatos de la provincia de Kabul en las elecciones parlamentarias de la República  Islámica de Afganistán de 2005. Fue candidata a las elecciones provinciales de 2009 y a las elecciones parlamentarias de 2010.
En abril de 2015  fue nombrada Ministra de Educación Superior en el gabinete del presidente Ashraf Ghani. Como Ministra, pidió transparencia en los exámenes universitarios, abogó por las mujeres en las becas, y apoyó el lanzamiento de los primeros programas de estudios de género y estudios de la mujer en la Universidad de Kabul.
En 2016, la Wolesi Jirga, cámara del pueblo de Afganistán inició el proceso de destitución para los ministros que no habían gastado más del 70 % de sus presupuestos de desarrollo para el año. Momand fue uno de los siete ministros despedidos durante cuatro días. Fue citada para informar sobre el gasto del presupuesto de desarrollo del año y al no presentarse en la jornada, fue despedida en su ausencia. El presidente Ghani calificó los despidos de "injustificables" e instó a la Corte Suprema a intervenir, mientras que el director ejecutivo Abdullah Abdullah instó a los ministros a seguir trabajando hasta que se interprete el artículo constitucional pertinente.